# Un Traductor
Un Traductor (bra:O Tradutor) é um filme cubano de 2018, do gênero drama, dirigido Rodrigo Barriuso e Sebastián Barriuso e estrelado pelo brasileiro Rodrigo Santoro. 
A obra foi selecionada como representante de Cuba na tentativa de uma indicação ao Oscar de melhor filme estrangeiro na edição de 2020.

## Sinopse
Quando os sobreviventes do desastre de Chernobyl chegam a Cuba para tratamento médico, um professor local de literatura russa é obrigado a atuar como tradutor.

## Elenco
- Rodrigo Santoro como Malin
- Maricel Álvarez como Gladys
- Milda Gecaite como Olga
- Nataliya Rodina como Elena

## Recepção
No agregador de críticas Rotten Tomatoes, que categoriza as críticas apenas como positivas ou negativas, o filme tem um índice de aprovação de 67% com base em 6 comentários dos críticos.